# Exame Nacional de Desempenho de Estudantes
O Exame Nacional de Desempenho dos Estudantes (Enade) é uma prova escrita, aplicada anualmente, usada para avaliação dos cursos de ensino superior brasileiros. A aplicação da prova é de responsabilidade do Instituto Nacional de Estudos e Pesquisas Educacionais Anísio Teixeira (INEP), uma entidade federal vinculada ao Ministério da Educação (MEC).
Participam desta avaliação os alunos ingressantes e concluintes no ensino superior. O aluno que deixa de participar do Enade é impedido de concluir o curso, não recebendo seu diploma. Porém, juridicamente, há alunos que estão colando grau e recebendo seus diplomas sem necessariamente realizarem o Enade. Pois há entendimentos de que o "Enade não é requisito para colar grau e receber diploma".
Na edição de 2023, foram avaliados os cursos de Agronomia, Arquitetura e urbanismo, Biomedicina, Enfermagem, Engenharias: (Ambiental, Civil, Alimentos, Computação, Controle e Automação, Elétrica, Florestal, Mecânica, Produção, Química), Farmácia, Fisioterapia, Fonoaudiologia, Medicina, Medicina veterinária, Nutrição, Odontologia, Zootecnia. Além dos cursos superiores de Tecnologia em Agronegócio, Estética e Cosmética, Gestão ambiental, Gestão Hospitalar, Radiologia, Segurança no Trabalho.

## História
O exame substituiu em 2004 o antigo Exame Nacional de Cursos (Provão) criado em 1996.

### Exame Nacional de Cursos (Provão)
O Exame Nacional de Cursos era um exame que tinha a função de avaliar os cursos de graduação da Educação Superior do Brasil. Ele possuiu oito edições que foram realizadas anualmente pelo Inep entre os anos de 1996 e 2003, cuja organização ficou a cargo da Fundação Cesgranrio. O objetivo com a avaliação era ranquear as instituições de ensino superior exigindo a qualificação das piores avaliadas com medidas como a contratação de mestres e doutores, melhorias em instalações de laboratórios e bibliotecas, entre outros. A reincidência de um curso nas piores classificações poderia causar seu fechamento pelo MEC. Desde 2004, o Provão foi substituído pelo Exame Nacional de Desempenho de Estudantes.

## Resultados
Com o resultado das provas são calculados diversos indicadores. Entre eles estão o conceito do curso, o IDD e o conceito IDD.
Alguns cursos são classificados como sem conceito (SC) quando não há estudante (ingressante ou concluinte) selecionado na amostra que participou efetivamente do Enade.

### Conceito do curso
O conceito do curso é calculado pela média ponderada dos concluintes no componente específico (peso de 60%), dos ingressantes no componente específico (peso de 15%) e dos concluintes e ingressantes em formação geral (peso de 25%). O conceito do curso é apresentado em cinco categorias (1 a 5), sendo que 1 é o resultado mais baixo e 5 é o melhor resultado possível, na área.

### IDD e conceito IDD
O Indicador de Diferença Entre os Desempenhos Observado e Esperado (IDD) mostra informações comparativas dos desempenhos de seus estudantes concluintes em relação aos resultados obtidos, em média, pelas demais instituições cujos perfis de seus estudantes ingressantes são semelhantes. Entende-se que essas informações são boas aproximações do que seria considerado efeito do curso.
O IDD é a diferença entre o desempenho médio do concluinte de um curso e o desempenho médio estimado para os concluintes desse mesmo curso e representa, portanto, quanto cada curso se destaca da média, podendo ficar acima ou abaixo do que seria esperado para ele baseando-se no perfil de seus estudantes. Um curso que possui IDD positivo (ex: IDD=+1,5) significa que o desempenho médio dos concluintes desse curso está acima (1,5 unidades de desvios padrão da escala do IDD) do valor médio esperado para cursos cujos ingressantes tenham perfil de desempenho similares. Valores negativos (ex: IDD=-1,7), indicam que o desempenho médio dos concluintes está abaixo do que seria esperado para cursos com alunos com o mesmo perfil de desempenho dos ingressantes.
Conceito IDD é uma transformação do IDD Índice, de forma que ele seja apresentado em cinco categorias (1 a 5) sendo que 1 é o resultado mais baixo e 5 é o melhor resultado possível no IDD Conceito.